# 1220'erne
Århundreder: 12. århundrede – 13. århundrede – 14. århundrede
Årtier: 1170'erne 1180'erne 1190'erne 1200'erne 1210'erne – 1220'erne – 1230'erne 1240'erne 1250'erne 1260'erne 1270'erne
År: 1220 1221 1222 1223 1224 1225 1226 1227 1228 1229